# Гибер, Николя
Николя Гибер (также ошибочно транслитеруется как Гиберт) (фр. Nicolas Guibert) (родился 1 декабря 1972 года, Виллен-ла-Жуель, департамент Майен) — французский спортсмен (международные шашки) и издатель. Чемпион Франции (1989 год). Вице-чемпион Франции среди юниоров в 1990 году. Мастер ФМЖД.
Национальный мастер.
Начинал как инженер в области химической технологии, в настоящее время профессиональный разработчик программного обеспечения.
FMJD-Id: 10484